# Henri de Bade-Sausenberg
Henri de Bade-Sausenberg (né en 1300 - mort en 1318) margrave de Bade-Sausenberg en 1312 et seigneur de Rötteln en 1315 jusqu'à sa mort.  

## Biographie
Henri de Bade-Hachberg-Sausenberg est le fils ainé du margrave Rodolphe Ier
et de son épouse Agnès qui est la fille et héritière de Otto de Rötteln. En 1312, quand il est encore mineur
il hérite des possessions de son père autour du château de Sausenburg. Après sa majorité en 1315, son oncle Lüthold II de Röttlen lui donne la seigneurie de Rötteln. Lüthold II meurt dès 1316.
Henri meurt jeune en 1318 à l'âge de 18 ans. Après sa mort ses jeunes frères Rodolphe II et Othon lui succèdent conjointement dans les seigneuries de Rötteln et Sausenberg.

## Sources
- Anthony Stokvis, Manuel d'histoire, de généalogie et de chronologie de tous les États du globe, depuis les temps les plus reculés jusqu'à nos jours, préf. H. F. Wijnman, éditions Brill Leyde 1890-1893, réédition 1966, Volume III, Chapitre VIII. « Généalogie de la Maison de Bade, I. »  tableau généalogique no 105.